# Knebel Jenő
Knebel Jenő (Budapest, 1927. szeptember 1. – 2016) Széchenyi-díjas hídtervező mérnök.

## Életpályája
1945-ben tette le az érettségit a budapesti piarista gimnáziumban, majd a Budapesti Műszaki Egyetem (BME) általános mérnöki karán végzett és szerezte meg diplomáját 1949-ben. Még abban az évben az Állami Mélyépítéstudományi és Tervező Intézet (ÁMTI) hídosztályának tervező mérnöke lett Sávoly Pál vezetése mellett. Az intézet 1950-ben három vállalatra bomlott: a Mélyépítési Tervező Vállalatra (Mélyépterv), az Út- és Vasúttervező Vállalatra (Uvaterv) és a Közlekedésüzemi és Épülettervező Vállalatra; közülük a Mélyépterv és az Uvaterv, illetve utódvállalatai voltak munkaadói. Habár munkája során volt irányító tervező, szakosztályvezető, osztályvezető, irodavezető-helyettes és szakfőmérnök is, 1996-os nyugdíjba vonulásáig csak hidakat tervezett Magyarországra és külföldre egyaránt. 1997–2010 között a Pont-TERV Zrt. főtanácsadóként alkalmazta.
Évtizedeken keresztül volt gyakorlatvezető a BME-n. 1974-ben egyetemi doktor lett, 1977-ben pedig címzetes egyetemi docenssé nevezték ki. A Mérnöki Továbbképző Intézet és az Acélszerkezeti ankétok előadói között is többször feltűnt. Szakmai folyóiratokban számos cikket publikált, társszerzője volt a Mérnöki kézikönyv 2. kötetének. Országos hídterv-pályázatokon is sikeresen vett részt.

## Jelentősebb tervezési munkái
- a dunaföldvári Duna-híd (1950, teljes rekonstrukció: 2000-2001)
- a bajai Duna-híd (a rekonstrukciója is)
- a szekszárdi Duna-híd
- a hárosi Duna-híd
- a lágymányosi Duna-híd
- a budapesti Erzsébet híd
- a budapesti Árpád híd
- az esztergomi Mária Valéria híd
- a kisari Tisza-híd
- a záhonyi Tisza-híd
- a tokaji Tisza-híd
- a szolnoki Tisza-híd
- az új szegedi Tisza-híd
- a barcsi Dráva-híd
- a heluáni Nílus-híd
- az athéni közúti felüljáró
- közúti-vasúti híd a vietnámi Duong folyón
- a bácskapalánkai Duna-híd
- a bezdáni Duna-híd
- a szendrői Duna-híd és felüljáró
- a szabácsi Száva-híd
- a loznicai Drina-híd
- az újvidéki ferdekábeles Duna-híd

Az ő vezetésével készültek ajánlati tervek a Német Demokratikus Köztársaságba, Egyiptomba az asszuáni Nílus-hídra, Törökországba az isztambuli Aranyszarv-öböl feletti hídra és Ecuadorba közúti hidakra. Részt vett a Kőröshegyi völgyhíd tanulmányainak és építésiterv-változatainak kidolgozásában.

## Díjai, kitüntetései
- Munka Érdemérem (1962)
- Munka Érdemrend bronz fokozata (1964)
- Eötvös Loránd-díj (1984)
- Széchenyi-díj (1997)
- Millearium Aureum - Aranymérföldkő Plakett (2001)[2]
- Építőipari Nívódíj (2004)[3]
- a Közúti Szakemberekért Alapítvány Életműdíja (2004)[4]
- Az év hidásza (2005)
- gyémántdiploma (2009)